# Southern Lands
Southern Lands ist das Debütalbum der deutschen Synthpop-Gruppe Cetu Javu, das am 1. Januar 1990 von ZYX Records veröffentlicht wurde.

## Hintergrund
Dem Album wurden Einflüsse von Depeche Mode bescheinigt. Es wurde von Cetu Javu und Matthias Härtl produziert. Es flossen zudem drei bereits 1988 im Studio M in Hannover von Jan Nemec aufgenommene Titel, „Situations“, „Have In Mind“ und „Quién Lo Sabía?“, mit ein. Die Debütsingle, „Help Me Now!“ (1987), kam letztendlich nicht mit auf die CD.
Als die CD-Aufnahmen begannen, war die Band vier Jahre alt. Zwei Mitglieder der Urbesetzung, Martyn Thomas Chadwick und Cord, waren inzwischen nicht mehr von der Partie.
Die spanische Herkunft des Sängers Javier Revilla-Diez erlaubte der Band zwei spanischsprachige Kompositionen („Quién Lo Sabía?“, das zunächst im April 1988 als B-Seite des Titels „Situations“ veröffentlicht wurde, und später „Oye“); später sollte die Band ihr Hauptaugenmerk auf spanische Texte richten.
Nach etlichen Verzögerungen erschien 1990 „Southern Lands“; es war zugleich die letzte Veröffentlichung auf dem Label ZYX Records.

## Titelliste
- Alle Songs wurden von Chris Demere (Musik) und Javier Revilla-Diez (Texte) geschrieben.

### CD: GLX 20168-2
1. Southern Lands – 4:14
2. Love Me – 4:13
3. Oye – 4:22
4. Words Without Thoughts – 4:21
5. So Strange – 3:58
6. Get It – 4:59
7. Situations – 4:01
8. Bad Dreams – 3:46
9. Have In Mind – 3:31
10. Quién Lo Sabía? – 7:10
11. Fight Without A Reason CD-Bonus – 2:47
12. Adonde CD-Bonus – 3:58

### LP: ZYX 20168-1

#### Seite 1
1. Southern Lands – 4:14
2. Love Me – 4:13
3. Oye – 4:22
4. Words Without Thoughts – 4:21
5. So Strange – 3:58

#### Seite 2
1. Get It – 4:59
2. Situations – 4:01
3. Bad Dreams – 3:46
4. Have In Mind – 3:31
5. Quién Lo Sabía? – 7:10

### LP: BASICLP 021 (1990 spanische Pressung)

#### Seite 1
1. Southern Lands – 4:14
2. Love Me – 4:13
3. Oye – 4:22
4. Words Without Thoughts – 4:21
5. So Strange – 3:58
6. Get It – 4:59

#### Seite 2
1. Situations – 4:01
2. Bad Dreams – 3:46
3. Have In Mind – 3:31
4. Quién Lo Sabía? – 7:10
5. Fight Without A Reason – 2:47
6. Adonde – 3:58

### CS: BASICAS 021

#### Seite 1
1. Southern Lands – 4:14
2. Love Me – 4:13
3. Oye – 4:22
4. Words Without Thoughts – 4:21
5. So Strange – 3:58
6. Get It – 4:59

#### Seite 2
1. Situations – 4:01
2. Bad Dreams – 3:46
3. Have In Mind – 3:31
4. Quién Lo Sabía? – 7:10
5. Fight Without A Reason – 2:47
6. Adonde – 3:58

### Produktion
- Aufgenommen und abgemischt in den Hansa-Tonstudios, Berlin, außer Situations, Have In Mind und Quién Lo Sabía? aufgenommen von Jan Nemec im Studio M, Hannover (remixed in den Hansa-Tonstudios, Berlin)
- Produziert von Cetu Javu & Matthias Härtl
- Engineered von Matthias Härtl
- Technische Assistenz: Shannon Strong, A. Moses Schneider und Alex Leser
- Cover: Bart E. Streefkerk